# الکساندر ویدنگر
الکساندر ویدنگر (انگلیسی: Alexander Weidinger؛ زادهٔ ۱۸ ژوئن ۱۹۹۷) بازیکن فوتبال است.
از باشگاه‌هایی که در آن بازی کرده‌است می‌توان به باشگاه فوتبال یان رگنسبورگ اشاره کرد.